# Saison 2012-2013 de la Juventus FC
Maillots
Chronologie
Saison précédente Saison suivante
La Saison 2012-2013 de la Juventus FC voit le club s'engager dans quatre compétitions ; la Serie A, la Coupe d'Italie de football, la Ligue des champions et la Supercoupe d'Italie.

## Historique

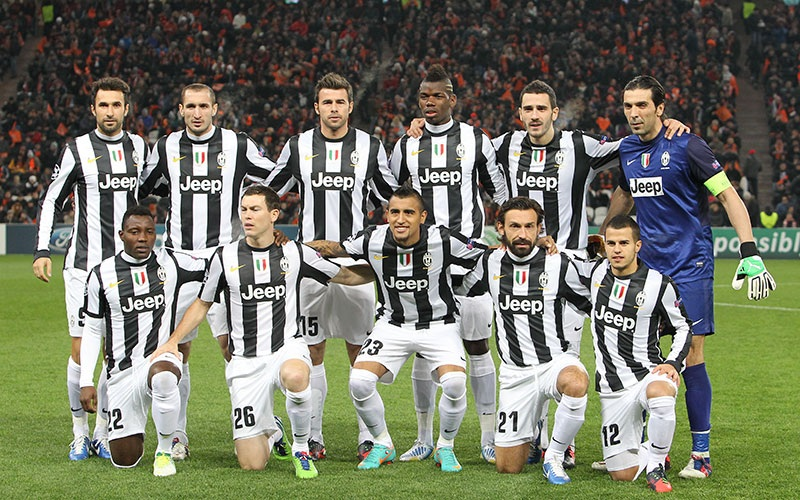
L'équipe juventina champions d'Italie

La saison 2012-2013 commence bien pour la juve avec une victoire en supercoupe d'Italie face au Napoli SSC (4-2). La Juventus poursuit alors une série d'invincibilité, avec une victoire lors de la première journée de Série A face à Parme (2-0). Les turinois poursuivent cette série avec deux victoires de plus avant de retrouver la Ligue des champions et d'y défier le champion en titre, les Anglais de Chelsea. Ce match se solde par un match nul (2-2) sur le terrain de Stamford Bridge. La Juve continue de survoler le championnat gagnant tous ses matchs jusqu'au match nul face à la Fiorentina et subie sa première défaite depuis plus d'un an le 3 novembre 2012 face à l'Inter Milan sur sa propre pelouse. En Ligue des Champions, la Juventus poursuit son retour avec deux nouveaux matchs nuls face au Chakhtior Donestk et au danois du FC Nordsjälland. À la suite de la défaite subie face à l'Inter, le club enchaîne deux victoires très impressionnantes face aux danois de Nordsjälland, qu'ils accueillent pour commencer les matchs retour, le match se solde par une victoire 4-0. Les bianconeri réagissent également avec une victoire 6-1, lors de la 12e journée de Série A sur la pelouse de Pescara. Dès lors, la Juventus va subir deux mauvais résultats consécutifs en championnat, un nul 0-0 face à la Lazio Rome et une seconde défaite face au Milan AC. Néanmoins elle enchaîne deux victoires pour les deux derniers matchs de la phase de poule face au Chelsea FC (3-0) et au Chakhtior Donestk (1-0). Ces deux victoires permettent à la Juventus, pour son retour, de terminer première de son groupe devant le Chakhtior, éliminant ainsi le tenant en titre, Chelsea, dès le premier tour. En championnat, les bianconeri vont aussi bien terminé l'année civile avec quatre victoires. D'abord face au rival régional, le Torino (3-0) au Juventus Stadium, puis face à Palerme, l'Atalanta et Cagliari, marquant trois buts lors de ces deux derniers matchs. C'est d'ailleurs face à Cagliari que la Juventus décroche sa qualification en quarts de finale de la Coupe d'Italie grâce à une victoire 1-0. La Juventus peut alors passer les fêtes au chaud avec 8 points d'avance sur son dauphin, la SS Lazio, et qualifiée dans toutes ses compétitions Coupe d'Italie et Ligue des Champions. Le tirage au sort des huitièmes de finale de la Ligue des Champions est effectué le 20 décembre. Au terme de ce tirage, la Juventus connaît son adversaire, ce seront les écossais du Celtic Glasgow. Puisqu'elle a terminé première de son groupe, la Juve, tête de série, accueillera les écossais au match retour avant de se déplacer en Écosse le 12 février 2013.
Le mercato hivernal commence alors et la Juve se doit de recruter un défenseur pour pallier l'absence de Giorgio Chiellini, blessé pour deux mois. La vieille dame accueille donc, le 3 janvier le défenseur de l'Atalanta Bergame Federico Peluso. De plus en ce début de mercato l'attaquant espagnol Fernando Llorente est annoncé dans le Piémont, son contrat se terminant en juin 2013, il pourrait rallier les bianconeri gratuitement au mercato estival.

## Transferts
| Nom                    | Nationalité | Transfert                        | Provenance/Destination | Division                             |
| Arrivées               |             |                                  |                        |                                      |
| Sebastian Giovinco     | Italie      | Rachat copropriété (11 M€)       | Parme FC               | Serie A                              |
| Paul Pogba             | France      | Libre                            | Manchester United      | Premier League                       |
| Kwadwo Asamoah         | Ghana       | Achat en copropriété (9 M€)      | Udinese Calcio         | Serie A                              |
| Mauricio Isla          | Chili       | Achat en copropriété (9,4 M€)    | Udinese Calcio         | Serie A                              |
| Lúcio                  | Brésil      | Libre                            | Inter Milan            | Serie A                              |
| Rubinho                | Brésil      | Libre                            | Sans Club              |                                      |
| Emanuele Giaccherini   | Italie      | Rachat copropriété (4,25 M€)     | AC Cesena              | Serie A                              |
| Alberto Masi           | Italie      | Transfert                        | Pro Vercelli           | Serie B                              |
| Richmond Boakye        | Ghana       | Achat en copropriété (4 M€)      | Genoa CFC              | Serie A                              |
| Manolo Gabbiadini      | Italie      | Achat en copropriété (5,5 M€)    | Atalanta Bergame       | Serie A                              |
| Nicola Leali           | Italie      | Achat (3,8 M€)                   | Brescia Calcio         | Serie B                              |
| James Troisi           | Australie   | Libre                            | Kayserispor Kulübü     | Süper Lig                            |
| Nicolas Anelka*        | France      | Résiliation de contrat           | Shanghai Shenhua       | Championnat de Chine de football     |
| Arrivées en prêt       |             |                                  |                        |                                      |
| Nicklas Bendtner       | Danemark    | Prêt avec option d'achat         | Arsenal Football Club  | Premier League                       |
| Federico Peluso*       | Italie      | Prêt avec option d'achat         | Atalanta Bergame       | Serie A                              |
| Départs définitifs     |             |                                  |                        |                                      |
| Eljero Elia            | Pays-Bas    | Transfert (5,5 M€ + 2 M€ bonus)  | Werder Brême           | Bundesliga                           |
| Miloš Krasić           | Serbie      | Transfert (7 M€)                 | Fenerbahçe SK          | Sportoto Süperlig                    |
| Michele Pazienza       | Italie      | Transfert                        | Bologne FC             | Serie A                              |
| Albin Ekdal            | Suède       | Rachat copropriété (1,5 M€)      | Cagliari Calcio        | Serie A                              |
| Départs en Copropriété |             |                                  |                        |                                      |
| Cristian Pasquato      | Italie      | Achat copropriété (1,5 M€)       | Udinese Calcio         | Serie A                              |
| James Troisi           | Australie   | Achat copropriété (2 M€)         | Atalanta Bergame       | Serie A                              |
| Prêts                  |             |                                  |                        |                                      |
| Manuel Giandonato      | Italie      | Prêt                             | Vicence Calcio         | Serie B                              |
| Reto Ziegler           | Suisse      | Prêt avec Option d'achat         | MFK Lokomotiv          | Championnat de Russie de football    |
| Felipe Melo            | Brésil      | Prêt 1,75 M€ avec Option d'achat | Galatasaray SK         | Süper Lig                            |
| Nicola Leali           | Italie      | Prêt                             | Virtus Lanciano        | Serie B                              |
| Jorge Andrés Martínez  | Uruguay     | Prêt                             | CFR Cluj               | liga I                               |
| Marco Motta            | Italie      | Prêt avec Option d'achat         | Bologne FC             | Serie A                              |
| Alberto Masi           | Italie      | Prêt avec Option d'achat         | Pro Vercelli           | Serie B                              |
| Richmond Boakye        | Ghana       | Prêt                             | Sassuolo Calcio        | Serie B                              |
| Fins de contrat        |             |                                  |                        |                                      |
| Alessandro Del Piero   | Italie      | Fin de contrat                   | Sydney Football Club   | Championnat d'Australie de football  |
| Alex Manninger         | Autriche    | Fin de contrat                   | FC Augsburg            | Bundesliga                           |
| Fabio Grosso           | Italie      | Fin de contrat                   | Retraite               |                                      |
| Lúcio*                 | Brésil      | Résiliation de contrat           | São Paulo FC           | Championnat du Brésil de football    |
| Fins de prêt           |             |                                  |                        |                                      |
| Marco Borriello        | Italie      | Fin de prêt                      | AS Rome                | Serie A                              |
| Marcelo Estigarribia   | Paraguay    | Fin de prêt                      | CD Maldonado           | Championnat d'Uruguay de football D2 |

(*): Joueurs dont le transfert a été effectué lors de la fenêtre hivernale du marché des Transferts.

## Serie A

### Rencontres de Serie A
| Date          | No. | Adversaire       | Lieu | Résultat | Buteurs pour la Juventus                                      | Affluence |
| Matchs aller  |     |                  |      |          |                                                               |           |
| 25 août       | 1   | Parme FC         | Dom. | 2 - 0    | Lichtsteiner 54e, Pirlo 59e                                   | 37,508    |
| 2 septembre   | 2   | Udinese Calcio   | Ext. | 1 - 4    | Vidal pen. 14e, Vučinić 45+1e, Giovinco 53e 70e               | 27,543    |
| 16 septembre  | 3   | Genoa FC         | Ext. | 1 - 3    | Giaccherini 61e, Vučinić pen. 78e, Asamoah 84e                | 24,854    |
| 22 septembre  | 4   | Chievo Vérone    | Dom. | 2 - 0    | Quagliarella 63e 63e                                          | 38,136    |
| 25 septembre  | 5   | ACF Fiorentina   | Ext. | 0 - 0    | -                                                             | 37,548    |
| 29 septembre  | 6   | AS Rome          | Dom. | 4 - 1    | Pirlo 11e, Vidal pen. 16e, Matri 18e, Giovinco 90e            | 38,327    |
| 7 octobre     | 7   | AC Sienne        | Ext. | 1 - 2    | Pirlo 14e, Marchisio 85e                                      | 15,373    |
| 20 octobre    | 8   | SSC Naples       | Dom. | 2 - 0    | Cáceres 80e, Pogba 82e                                        | 40,513    |
| 28 octobre    | 9   | Calcio Catane    | Ext. | 0 - 1    | Vidal 57e                                                     | 20,381    |
| 31 octobre    | 10  | Bologne FC       | Dom. | 2 - 1    | Quagliarella 54e, Pogba 90+2e                                 | 38,185    |
| 3 novembre    | 11  | Inter Milan      | Dom. | 1 - 3    | Arturo Vidal 1re-                                             | 40,553    |
| 10 novembre   | 12  | Pescara Calcio   | Ext. | 1 - 6    | Vidal 9e, Quagliarella 22e 45e 53e, Asamoah 30e, Giovinco 37e | 20,355    |
| 17 novembre   | 13  | Lazio Rome       | Dom. | 0 - 0    | -                                                             | 38,357    |
| 25 novembre   | 14  | Milan AC         | Ext. | 1 - 0    | -                                                             | 77,023    |
| 1er décembre  | 15  | Torino FC        | Dom. | 3 - 0    | Marchisio 57e 84e, Giovinco 67e                               | 40,042    |
| 9 décembre    | 16  | Palerme USC      | Ext. | 0 - 1    | Lichtsteiner 50e                                              | 22,738    |
| 16 décembre   | 17  | Atalanta Bergame | Dom. | 3 - 0    | Vučinić 2e, Pirlo 14e, Marchisio 27e                          | 38,625    |
| 21 décembre   | 18  | Cagliari Calcio  | Ext. | 1 - 3    | Matri 75e 90+2e, Vučinić 90+5e                                | -         |
| 6 janvier     | 19  | Sampdoria Gênes  | Dom. | 1 - 2    | Giovinco pen. 24e                                             | 38,401    |
| MATCHS RETOUR |     |                  |      |          |                                                               |           |
| 13 janvier    | 20  | Parme FC         | Ext. | 1 - 1    | Pirlo 52e                                                     | 19,073    |
| 19 janvier    | 21  | Udinese Calcio   | Dom. | 4 - 0    | Pogba 41e 66e, Vučinić 72e, Matri 80e                         | 36,109    |
| 26 janvier    | 22  | Genoa FC         | Dom. | 1 - 1    | Quagliarella 54e                                              | 36,408    |
| 3 février     | 23  | Chievo Vérone    | Ext. | 1 - 2    | Matri 10e, Lichtsteiner 42e                                   | 25,000    |
| 9 février     | 24  | ACF Fiorentina   | Dom. | 2 - 0    | Vučinić 20e, Matri 41e                                        | 38,551    |
| 16 février    | 25  | AS Rome          | Ext. | 1 - 0    | -                                                             | 54,981    |
| 24 février    | 26  | AC Sienne        | Dom. | 3 - 0    | Lichtsteiner 30e, Giovinco 74e, Pogba 89e                     | 38,461    |
| 1er mars      | 27  | SSC Naples       | Ext. | 1 - 1    | Chiellini 10e                                                 | 58,143    |
| 10 mars       | 28  | Calcio Catane    | Dom. | 1 - 0    | Giaccherini 90+1e                                             | 38,782    |
| 16 mars       | 29  | Bologne FC       | Ext. | 0 - 2    | Vučinić 61e, Marchisio 73e                                    | 35,206    |
| 30 mars       | 30  | Inter Milan      | Ext. | 1 - 2    | Quagliarella 3e, Matri 60e                                    | 79,341    |
| 6 avril       | 31  | Pescara Calcio   | Dom. | 2 - 1    | Vučinić pen. 72e 78e                                          | 38,791    |
| 15 avril      | 32  | Lazio Rome       | Ext. | 0 - 2    | Vidal 8e (pen.) 28e                                           | 38,641    |
| 21 avril      | 33  | Milan AC         | Dom. | 1 - 0    | Vidal 57e (pen.)                                              | 38,839    |
| 28 avril      | 34  | Torino FC        | Ext. | 0 - 2    | Vidal 86e, Marchisio 90+2e                                    | 23,845    |
| 5 mai         | 35  | Palerme USC      | Dom. | 1 - 0    | Vidal 59e (pen.)                                              | 39,882    |
| 8 mai         | 36  | Atalanta Bergame | Ext. | 0 - 1    | Matri 18e                                                     | 22,099    |
| 11 mai        | 37  | Cagliari Calcio  | Dom. | 1 - 1    | Vučinić                                                       | 38,883    |
| 18 mai        | 38  | Sampdoria Gênes  | Ext. | 3 - 2    | Quagliarella 25e, Giaccherini 90+1e                           | 25,790    |

(*) : Match(s) ayant été déplacé(s)

### Classement de la Serie A 2012-2013
Classement de la Serie A 2012-2013
| Rang | Équipe            | Pts | J  | G  | N  | P  | Bp | Bc | Diff |
| ---- | ----------------- | --- | -- | -- | -- | -- | -- | -- | ---- |
| 1    | Juventus FC T     | 87  | 38 | 27 | 6  | 5  | 71 | 24 | +47  |
| 2    | SSC Naples        | 78  | 38 | 23 | 9  | 6  | 73 | 36 | +37  |
| 3    | Milan AC          | 72  | 38 | 21 | 9  | 8  | 67 | 39 | +28  |
| 4    | Fiorentina        | 70  | 38 | 21 | 7  | 10 | 72 | 44 | +28  |
| 5    | Udinese Calcio    | 66  | 38 | 18 | 12 | 8  | 59 | 45 | +14  |
| 6    | AS Rome           | 62  | 38 | 18 | 8  | 12 | 71 | 56 | +15  |
| 7    | Lazio Rome        | 61  | 38 | 18 | 7  | 13 | 51 | 42 | +9   |
| 8    | Calcio Catane     | 56  | 38 | 15 | 11 | 12 | 50 | 46 | +4   |
| 9    | Inter Milan       | 54  | 38 | 16 | 6  | 16 | 55 | 57 | -2   |
| 10   | Parme FC          | 49  | 38 | 13 | 10 | 15 | 45 | 46 | -1   |
| 11   | Cagliari Calcio   | 47  | 38 | 12 | 11 | 15 | 43 | 55 | -12  |
| 12   | Chievo Verone     | 45  | 38 | 12 | 9  | 17 | 37 | 52 | -15  |
| 13   | Bologne FC        | 44  | 38 | 11 | 11 | 16 | 46 | 52 | -6   |
| 14   | Sampdoria Gênes P | 42* | 38 | 11 | 10 | 17 | 43 | 51 | -8   |
| 15   | Atalanta Bergame  | 40* | 38 | 11 | 9  | 18 | 39 | 56 | -17  |
| 16   | Torino FC P       | 38* | 38 | 8  | 15 | 14 | 46 | 55 | -9   |
| 17   | Genoa FC          | 38  | 38 | 8  | 14 | 16 | 38 | 52 | -14  |
| 18   | USC Palerme       | 31  | 38 | 6  | 13 | 18 | 34 | 54 | -20  |
| 19   | AC Sienne         | 30* | 38 | 9  | 9  | 20 | 36 | 57 | -21  |
| 20   | Pescara Calcio P  | 22  | 38 | 6  | 4  | 28 | 27 | 84 | -57  |

Qualifications européennes
Ligue des champions 2013-2014
- 1er et 2e : phase de groupes
- 3e  : tour de barrages pour non-champions

Ligue Europa 2013-2014
- CI et 4e : phase de groupes
- 5e : tour de barrages
- 6e : troisième tour de qualifications

Relégation
- 18e, 19e et 20e : relégation en Serie B 2013-2014

Abréviations
(T) : Tenant du titre

(P) : Promus de Serie B 2012-2013
- Points de pénalité :

Sienne (6 points), l’Atalanta Bergame (2), la Sampdoria Gênes et le Torino (1).

## Ligue des Champions

### Phase de poule

#### Classement de la Poule
| Rang | Équipe           | Pts | J | G | N | P | Bp | Bc | Diff |  | Résultats (▼ dom., ► ext.) | Drapeau de l'Italie | Drapeau de l'Ukraine | Drapeau de l'Angleterre | Drapeau du Danemark |
| ---- | ---------------- | --- | - | - | - | - | -- | -- | ---- |  | -------------------------- | ------------------- | -------------------- | ----------------------- | ------------------- |
| 1    | Juventus Turin   | 12  | 6 | 3 | 3 | 0 | 12 | 4  | +8   |  | Juventus Turin             |                     | 0-1                  | 2-2                     | 1-1                 |
| 2    | Shakhtar Donetsk | 10  | 6 | 3 | 1 | 2 | 12 | 8  | +4   |  | Shakhtar Donetsk           | 1-1                 |                      | 3-2                     | 2-5                 |
| 3    | Chelsea          | 10  | 6 | 3 | 1 | 2 | 16 | 10 | +6   |  | Chelsea                    | 3-0                 | 2-1                  |                         | 0-4                 |
| 4    | Nordsjælland     | 1   | 6 | 0 | 1 | 5 | 4  | 22 | -18  |  | Nordsjælland               | 4-0                 | 2-0                  | 6-1                     |                     |

#### Rencontres de la phase de Poule
| Phase de Poule 1                 | Chelsea FC    | 2 - 2     | Juventus FC                  | Stamford Bridge, Londres                 |                                          |
| Mercredi 19 septembre 2012 20h45 | Oscar 31e 33e | ( 2 - 1 ) | Vidal 38e · Quagliarella 80e | Spectateurs : 40 918 Arbitrage : Proença | Spectateurs : 40 918 Arbitrage : Proença |

| Phase de Poule 2           | Juventus FC | 1 - 1   | Shakhtar Donetsk | Juventus Stadium, Turin                  |                                          |
| Mardi 2 octobre 2012 20h45 | Bonucci 25e | (1 - 1) | 23e Teixeira     | Spectateurs : 29 368 Arbitrage : Nijhuis | Spectateurs : 29 368 Arbitrage : Nijhuis |

| Phase de Poule 3            | Nordsjælland | 1 - 1   | Juventus FC | Parken Stadium, Copenhague               |                                          |
| Mardi 23 octobre 2012 20h45 | Beckmann 50e | (0 - 0) | 81e Vučinić | Spectateurs : 22 400 Arbitrage : Aytekin | Spectateurs : 22 400 Arbitrage : Aytekin |

| Phase de Poule 4               | Juventus FC                                                | 4 - 0   | Nordsjælland | Juventus Stadium, Turin                             |                                                     |
| Mercredi 7 novembre 2012 20h45 | Marchisio 6e · Vidal 23e · Giovinco 37e · Quagliarella 75e | (3 - 0) |              | Spectateurs : 31 366 Arbitrage : Aleksandar Stavrev | Spectateurs : 31 366 Arbitrage : Aleksandar Stavrev |

| Phase de Poule 5             | Juventus FC                                   | 3 - 0   | Chelsea FC | Juventus Stadium, Turin                |                                        |
| Mardi 20 novembre 2012 20h45 | Quagliarella 38e · Vidal 61e · Giovinco 90+1e | (1 - 0) |            | Spectateurs : 39 670 Arbitrage : Çakır | Spectateurs : 39 670 Arbitrage : Çakır |

| Phase de Poule 6               | Shakhtar Donetsk | 0 - 1   | Juventus FC      | Donbas Arena, Donetsk                     |                                           |
| Mercredi 5 décembre 2012 20h45 |                  | (0 - 0) | 56e Kucher (csc) | Spectateurs : 50 000 Arbitrage : Eriksson | Spectateurs : 50 000 Arbitrage : Eriksson |

### Huitièmes de finale
| Huitième de finale aller    | Celtic Glasgow | 0 - 3   | Juventus FC                            | Celtic Park, Glasgow                      |                                           |
| Mardi 12 février 2013 20h45 |                | (0 - 1) | 3e Matri · 77e Marchisio · 83e Vučinić | Spectateurs : 60 000 Arbitrage : Mallenco | Spectateurs : 60 000 Arbitrage : Mallenco |

| Huitième de finale retour  | Juventus FC                  | 2 - 0   | Celtic Glasgow | Juventus Stadium, Turin                  |                                          |
| Mercredi 6 mars 2013 20h45 | Matri 24e · Quagliarella 65e | (1 - 0) |                | Spectateurs : 39 011 Arbitrage : Aydinus | Spectateurs : 39 011 Arbitrage : Aydinus |

### Quarts de finale
| Quart de finale aller    | Bayern Munich          | 2 - 0   | Juventus FC | Allianz Arena, Munich                        |                                              |
| Mardi 2 avril 2013 20h45 | Alaba 1re · Müller 63e | (1 - 0) |             | Spectateurs : 68 000 Arbitrage : Clattenburg | Spectateurs : 68 000 Arbitrage : Clattenburg |

| Quart de finale retour       | Juventus FC | 0 - 2   | Bayern Munich              | Juventus Stadium, Turin                   |                                           |
| Mercredi 10 avril 2013 20h45 |             | (0 - 0) | 3e Mandžukić · 77e Pizarro | Spectateurs : 40 823 Arbitrage : Carballo | Spectateurs : 40 823 Arbitrage : Carballo |

## Coupe d'Italie
| Huitième de finale              | Juventus FC  | 1 - 0   | Cagliari Calcio | Juventus Stadium, Turin                |                                        |
| Mercredi 12 décembre 2012 21h00 | Giovinco 57e | (0 - 0) |                 | Spectateurs : 18 932 Arbitrage : Guida | Spectateurs : 18 932 Arbitrage : Guida |

| Quart de finale               | Juventus FC                | 2 - 1   | Milan AC       | Juventus Stadium, Turin                    |                                            |
| Mercredi 9 janvier 2013 21h00 | Giovinco 12e · Vučinić 95e | (1 - 1) | 6e El Shaarawy | Spectateurs : 38 792 Arbitrage : Mazzoleni | Spectateurs : 38 792 Arbitrage : Mazzoleni |

| Demi finale aller           | Juventus FC | 1 - 1   | Lazio Rome | Juventus Stadium, Turin                 |                                         |
| Mardi 22 janvier 2013 21h00 | Peluso 63e  | (0 - 0) | 86e Mauri  | Spectateurs : 32 277 Arbitrage : Damato | Spectateurs : 32 277 Arbitrage : Damato |

| Demi finale retour          | Lazio Rome                    | 2 - 1   | Juventus FC | Stadio Olimpico, Rome                  |                                        |
| Mardi 29 janvier 2013 21h00 | González 53e · Floccari 90+3e | (0 - 0) | 90+1e Vidal | Spectateurs : 52 506 Arbitrage : Banti | Spectateurs : 52 506 Arbitrage : Banti |

## Supercoupe d'Italie
| Supercoupe d'Italie       | Juventus FC                                                      | 4 - 2   | SSC Naples              | Stade national, Pékin                      |                                            |
| Samedi 11 août 2012 20h00 | Asamoah 37e · Vidal (pen.) 74e · Maggio (csc) 97e · Vučinić 101e | (1 - 2) | 27e Cavani · 41e Pandev | Spectateurs : 65 000 Arbitrage : Mazzoleni | Spectateurs : 65 000 Arbitrage : Mazzoleni |